# 艾哈迈德·阿耶克
艾哈迈德·阿耶克（土耳其語：Ahmet Ayık，1938年3月31日—），土耳其男子摔跤运动员。他曾代表土耳其参加1964年和1968年夏季奥林匹克运动会摔跤比赛，获得一枚金牌和一枚银牌。